# パルタイ
『パルタイ』は、倉橋由美子の短編小説。1960年に明治大学学長賞に応募して入選。平野謙がこれを評価し、『文學界』に転載された。この作品は芥川賞候補になり女流文学賞を受賞、作者は文壇デビューを果たした。

## あらすじ
主人公の「わたし」は、恋人から「党」への参加を熱心に誘われていた。わたしには余り関心が持てないが、「党」への入党には「経歴書」が必要だという。しぶしぶながらわたしは「経歴書」の執筆を開始するが、それが受理されると同時に「党」を脱退することを決意する。

## 解説
1959年当時、明治大学大学院の学生であった作者が、第4回同大学学長賞への応募作品として執筆した作品である。学内において本作は同賞入選という栄冠に輝くが、その存在を文壇に知らしめたのが評論家の平野謙である。平野が『毎日新聞』の文芸時評欄で本作を推奨したことを契機に『文學界』1960年3月号に転載され、芥川賞候補に推挙されたほか、女流文学者賞を受賞するなどの多大な反響を巻き起こした。こうして倉橋は華々しいデビューを遂げ、以後も気鋭の文学者として旺盛な創作活動を展開することとなり、後に発表した短編4作を含む第一作品集の表題作となった。
「パルタイ（Partei）」とはドイツ語で「党」を意味し、当時の左翼勢力、特に新左翼勢力が「ブント」、「セクト」などカール・マルクス、フリードリヒ・エンゲルスの影響からドイツ語を多く用いていたことの反映であり、「党」とは作中で明言こそされていないが、明確に日本共産党の暗喩である。
物語も1960年代当時、日本全国の大学を席巻していた学生運動に対する風刺となっており、その冷徹な視点は『スミヤキストQの冒険』など以後の倉橋文学にも多く見られることとなる重要な要素である。ただし倉橋は左翼勢力に対してのみ批判的であったのではなく、後年の『アマノン国往還記』で右翼勢力にも批判的な視線を投げかけている。
上述のとおり本作は倉橋の劇的な文壇デビュー作となり、当初は大学新聞に投稿されていたこと、平野謙に見出されたこと、そしてその作風に共通点があることにより、以後もしばしば大江健三郎と比較されることが多かった。

## 初出・書誌
1960年、『明治大学新聞』1月14日号に掲載されたのち、『文學界』3月号に転載された。その後、「非人」「蛇」などデビュー後半年間に発表された4作とともにまとめられ、8月に文藝春秋新社より刊行された。
- 『パルタイ』（1960年8月、文藝春秋新社）
- 『パルタイ』（1975年1月、文藝春秋<文春文庫>、ISBN 4167129019）
- 『倉橋由美子全作品』第1巻収録（1975年10月、新潮社、ISBN 9784106412011）
- 『パルタイ』（1978年1月、新潮社<新潮文庫>、ISBN 4101113076）
- 『パルタイ・紅葉狩り』（2002年11月、講談社<講談社文芸文庫>、ISBN 9784061983137）